# The Million Dollar Corporation
La Million Dollar Corporation è stata una stable di wrestling capitanata da Ted DiBiase.

## Storia

### Nascita (1994)
I primi membri ad unirsi a DiBiase nella fazione furono Nikolai Volkoff e Bam Bam Bigelow. Al gruppo si aggiunse anche l'ex tag team partner di DiBiase Irwin R. Schyster. Come prima mossa, DiBiase cerca di riportare The Undertaker in WWF dopo una lunga assenza. La settimana successiva a WWF Superstars egli presenta Undertaker (interpretato da Brian Lee), che però si rivelerà essere un clone dell'Undertaker originale. A SummerSlam 1994 il vero Undertaker sconfigge il falso Undertaker; quella stessa sera Vince McMahon licenzia Lee. Sempre a SummerSlam 1994 un altro membro si unisce al gruppo. Tatanka accusa Lex Luger di volere unirsi alla stable. La storyline però riserva un colpo di scena quando si viene a sapere che in realtà è Tatanka ad unirsi alla Million Dollar Corporation segretamente. Nel mentre Bigelow e Tatanka tentano l'assalto ai titoli di coppa. A WrestleMania XI Bigelow viene sconfitto dal giocatore di football americano Lawrence Taylor. Dopo la sconfitta di Bigelow i rapporti tra quest'ultimo e DiBiase iniziano ad incrinarsi fino a quando Bigelow passa dalla parte dei "buoni" salvando il campione WWF Diesel da un pestaggio della Million Dollar Corporation. A Survivor Series 1994 Il team di Ted DiBiase riesce a battere il team capitanato da Lex Luger.

### Espansione e fine (1995-1996)
Per tutto il 1995 la Corporation affronta i top face della federazione come The Undertaker, Lex Luger, Razor Ramon e Diesel. La Million Dollar Corporation entra in faida con The Undertaker dove DiBiase chiede aiuto a King Kong Bundy e Kama il quale ha rubato l'urna al manager di Undertaker Paul Bearer e nello show più importante dell'anno WrestleMania, King Kong Bundy viene sconfitto dal becchino. Alla stable si unisce anche Sycho Sid dopo che ha decretato la fine dell'alleanza tra lui e Shawn Michaels dopo WrestleMania XI e poco tempo più tardi si unisce a loro anche 1-2-3 Kid. A The Ringmaster Steve Austin viene consegnata da Ted DiBiase la cintura del Million Dollar Championship. Nel 1996 Austin ha un feud con Savio Vega e a WrestleMania XII lo sconfigge. Ad In Your House: Beware od Dog Austin perde uno strap match e da stipulazione se Austin avesse perso, DiBiase doveva lasciare la WWF. A vincere è appunto Vega e DiBiase lascia la WWF per passare alla WCW, sancendo di fatto la fine della stable.

## Nel wrestling
Mosse Finali di Ted DiBiase
- Million Dollar Dream (Cobra Clutch
- Figure four leglock
- Diving back elbow drop

Mosse Finali di Nikolai Volkoff
- Bear hug
- Boston crab

Mosse Finali di Bam Bam Bigelow
- Bigelo Splash (Big Splash)
- Scarpbuster

Mosse Finali di Irwin R. Schyster
- The Penalty (STF)
- Stock Market Crash (Standing Samoan Drop)
- Write-off (Flying clothesline)

Mosse Finali di Fake Undertaker
- Tombstone Piledriver (Kneeling Reverse Piledriver)

Mosse Finali di Tatanka
- End of the trail (Samoan drop)
- Wakinyan (Swining side slam)
- Tomahawk Chop (Diving Overhead Chop)

Mosse Finali di King Kong Bundy
- Atlantic City Avalanche (Running corner body splash)
- Big Splash
- Giant elbow drop

Mosse Finali di Kama
- Death Valley Driver
- STF
- Spinning side slam

Mosse Finali di Sycho Sid
- Vicious Powerbomb (Release Powerbomb)
- Chokeslam

Mosse Finali di 1-2-3 Kid
- Super kick

Mosse Finali di Xanta Klaus
- Nutcracker Suite
- Camel Clutch
- Ball Breaker

Mosse Finali di The Ringmaster
- Million Dollar Dream